# Sielpia Wielka
Sielpia Wielka – wieś sołecka w Polsce położona w województwie świętokrzyskim, w powiecie koneckim, w gminie Końskie.
| SIMC    | Nazwa            | Rodzaj    |
| ------- | ---------------- | --------- |
| 0244140 | Jarząbek         | część wsi |
| 0244156 | Sielpia-Letnisko | część wsi |

W latach 1975–1998 miejscowość administracyjnie należała do województwa kieleckiego.
Wierni Kościoła rzymskokatolickiego należą do parafii Świętych Apostołów Piotra i Pawła w Radoszycach.

## Zalew
Przez miejscowość przepływa rzeka Czarna Konecka dopływ Pilicy. W Sielpi Wielkiej powstał w latach 60 XX wieku zalew rekreacyjny (o powierzchni 57 hektarów) nad którym zlokalizowanych jest wiele ośrodków wypoczynkowych. Otwarcia Zalewu dokonał 24 czerwca 1962 roku wiceminister spraw wewnętrznych Mieczysław Moczar "Mietek".
Obecnie Sielpia Wielka jest największym ośrodkiem wczasowym na ziemi świętokrzyskiej i dysponuje w okresie letnim obszerną bazą noclegową dla ponad 5 tysięcy turystów. Gmina jeszcze w 2014 roku planowała rewitalizację zalewu, która miała obejmować nie tylko odmulenie, ale również powiększenie go o ok. 8 hektarów. Aby móc to zrobić planowano odbudowanie jazu w Małachowie na Czarnej Koneckiej, który został zniszczony podczas powodzi w 1997 roku. Spowodowało to protesty ekologów z Mazowieckiego-Świętokrzyskiego Towarzystwa Ornitologicznego, którzy w 2015 roku wnieśli skargę do Naczelnego Sądu Administracyjnego, oskarżając, że inwestycja to spowoduje podniesienie poziomu wody w zalewie i zagrozi gnieżdżącym się tam ptakom. W 2020 roku zawarli ugodę z gminą wycofując skargę za obietnicę rezygnacji z odbudowy jazu. Pomimo protestów w 2018 roku i 2019 roku prowadzono prace przy rewitalizacji zalewu, poza obszarem Natura 2000. Zbudowano też szerszą plażę i ścieżki rowerowe. W 2020 roku kontynuowano prace. Projekt w 85% finansuje Narodowy Fundusz Ochrony Środowiska.

## Szlaki
Przez Sielpię przechodzi  niebieski szlak turystyczny z miejscowości Pogorzałe do Kuźniaków oraz  czerwony szlak turystyczny z rezerwatu przyrody Diabla Góra do Łącznej. Sielpia jest punktem początkowym  czerwonego szlaku rowerowego prowadzącego poprzez tereny dookoła Końskich oraz  zielonego szlaku rowerowego prowadzącego do Błotnicy.

## Zabytki
Zespół walcowni i pudlingarni z lat 1835–1841, obecnie Muzeum Staropolskiego Zagłębia Przemysłowego (filia Muzeum Techniki w Warszawie). Dawny zakład napędzany był olbrzymim kołem wodnym (9 metrów średnicy!) projektu Filipa Girarda. W 1843 roku w zakładzie pojawiła się pierwsza w Królestwie Polskim turbina wodna. Zakład zamknięto w roku 1921, ale jeszcze przed II wojną światową został przeznaczony na cele muzealne. W czasie wojny większość oryginalnego wyposażenia zakładu została rozkradziona i przetopiona przez okupanta, zachowany jednak został cały układ napędowy walcowni. Muzeum reaktywowano w 1962 roku, eksponaty przeniesiono z całego Zagłębia Staropolskiego, głównie z Białogonu.
Zespół zakładu i osiedla przemysłowego został wpisany do rejestru zabytków nieruchomych (nr rej.: A.491/1-2 z 3.12.1956 i z 15.06.1967).